# Жаркайин (Єсільський район)
Жаркайи́н (каз. Жарқайың) — село у складі Єсільського району Північноказахстанської області Казахстану. Входить до складу Алматинського сільського округу.
Населення — 80 осіб (2021; 169 у 2009, 259 у 1999, 319 у 1989).
Національний склад станом на 1989 рік:
- казахи — 100 %.

Колишня назва — Жаркаїк.